# جين غولدمان
جين غولدمان (بالإنجليزية: Jane Goldman)‏ هي متزلجة أمريكية، ولدت في 16 سبتمبر 1964 في سكوكي في الولايات المتحدة.

## وصلات خارجية
- جين غولدمان على موقع SpeedSkatingNews.info (الإنجليزية)
- جين غولدمان على موقع أوليمبيديا (الإنجليزية)